# 5 tombe per un medium
5 tombe per un medium è un film horror del 1965 diretto da Massimo Pupillo.

## Trama

Mirella Maravidi in una scena

Il notaio Kovac riceve una lettera dal dottor Ieronimus Hauff con l'invito di riceverlo nel suo castello per redigere il proprio testamento. Giunto sul posto, il giovane legale scopre che l'uomo è morto da quasi un anno. 
Clio, la moglie di Ieronimus, pensa trattarsi di un macabro scherzo, mentre Corinna,la sua figliastra, attribuisce il fatto ai poteri soprannaturali del padre, che era uno studioso di occultismo 
Una serie di episodi agghiaccianti e di strane morti sembrano dar ragione alla tesi della ragazza. 
Kovac, nel frattempo, scopre che Morgan, il suo principale, è l'amante di Clio e ha ucciso Ieronimus insieme con degli amici.
Di lì a poco ricorre il primo anniversario della morte del dottor Hauff e, per l'occasione, delle forze malefiche si scatenano uccidendo Morgan e Clio. All'improvviso tutti gli orologi della collezione del dottore, che si erano tutti fermati all'ora del suo decesso, riprendono a funzionare e la suoneria di uno di essi attiva una cantilena che suggerisce a Kovac e Corinna come salvarsi. Il segreto è nell'acqua. Una pioggia fa sì  che i due riescano a sottrarsi alle forze del male e ad abbandonare la lugubre villa.

## Produzione

### Regia
Inizialmente, il nome di Ralph Zucker è stato considerato come uno pseudonimo di Massimo Pupillo, poiché era tipico dei cineasti italiani usare alias anglicizzati per il mercato estero. In seguito, si è scoperto che Ralph Zucker è veramente esistito e che ha ricoperto, per molti anni, il ruolo di produttore cinematografico.
In un numero di Video Watchdog del 1991, il giornalista Alan Upchurch ha accreditato la regia del film esclusivamente a Zucker, sulla base di un'intervista con l'attore Walter Bigari. Qualche anno dopo, il critico Lucas Balbo ha incontrato Pupillo, il quale invece ha affermato di aver lasciato che Zucker fosse accreditato come regista poiché "non gli importava del film",. Lo sceneggiatore Roberto Natale ha confermato tale tesi.

### Riprese
Pupillo ha dichiarato di non essere andato d'accordo, inizialmente, con l'attrice Barbara Steele, descrivendo il suo comportamento come "davvero disgustoso". Il quarto giorno di riprese, il regista disse di averla affrontata di fronte a tutta la troupe e che i due cominciarono a collaborare meglio dopo questo confronto.
Le scene esterne del lungometraggio sono state girate a Castel Fusano.

## Distribuzione

### Data di uscita e divieti
5 tombe per un medium venne distribuito nei cinema italiani il 23 giugno 1965. Fu vietata ai minori di 18 anni. Il film incassò complessivamente 89 milioni di lire a livello nazionale. Negli Stati Uniti è uscito due anni dopo, col titolo Terror Creatures from the Grave.
È stato edito, in seguito, in formato home video ed è presente nelle principali piattaforme streaming.
Per il mercato estero sono presenti alcune scene extra (si ricorda, in particolare, una sequenza di nudo dell'attrice Mirella Maravidi).

## Accoglienza

### Critica
Secondo lo storico di cinema Roberto Curti, 5 tombe per un medium è stato forse «uno dei film horror italiani più popolari del decennio all'estero».
È stato accolto tiepidamente dalla critica. Paolo Mereghetti sostiene: «noia e comicità involontaria sono a livello del peggior Ed Wood».